# 哈尔·利尔
小哈罗德·C·利尔（英語：Harold C. Lear Jr.，1935年1月31日—2016年6月25日），美国NBA联盟前职业篮球运动员。他在1956年的NBA选秀中第1轮第7顺位被费城勇士选中。